# آب‌سنگ گناویانی
آب‌سنگ گناویانی (به لاتین: Gnaviyani Atoll) یک منطقهٔ مسکونی در مالدیو است که در مالدیو واقع شده‌است. آب‌سنگ گناویانی ۱۴٬۳۸۰ نفر جمعیت دارد.